# Прапор Тиврівського району
Пра́пор Ти́врівського райо́ну — один з офіційних символів Тиврівського району Вінницької області, затверджений 29 жовтня 2009 року рішенням №388 19 сесією Тиврівської районної ради 5 скликання. В той час джерело вказує, що символіка була затверджена в листопаді 2012 року. 

## Опис
Прапор являє собою прямокутне полотнище зі співвідношенням сторін 2:3 та розділений по горизонталі на три рівновеликі смуги синього, жовтого та малинового кольорів. В його центрі на щитку вертикально розміщено герб району.